# Zbocze doliny
Zbocze doliny – nachylona powierzchnia rozbiegająca się pomiędzy dnem a linią grzbietu międzydolinnego lub krawędzią wierzchowiny.
Zbocza powstają wskutek erozji dennej i w dolnych częściach mogą być podcinane przez rzekę, ale szczegóły ich rzeźby są wynikiem procesów stokowych, np.:
- obrywów,
- osuwisk,
- spływów,
- pełzania gruntu.